# 당밀법
당밀법(糖蜜法, 영어: Molasses Act)은 영국의 식민지 규제 입법이다.
뉴잉글랜드를 중심으로 한 아메리카 북부 식민지에서는 서인도 제도에 어류 및 목재를 수출하고 럼주의 원료인 당밀을 수입하는 것이 중요한 무역이었다. 1717년경부터 서인도 제도의 영국령 식민지의 설탕 생산자는 지력 감퇴 및 본국 정부의 자유무역 정책에 의하여 번영하기 시작한 프랑스령 식민지의 설탕 생산자에 대항하기가 어려웠다. 이에 영국령 서인도 제도의 당밀 생산자는 영국 본국 정부와 의회를 움직여 1733년 12월에 당밀법을 발효하는 데 성공하였다. 그러나 고율 관세로 미국 식민지 무역업자와 노예주들은 크게 반발하고, 남부 식민지에서는 얼마간 이행되었으나, 북부에서는 밀수로 이에 대항하였다.

## 같이 보기
- 설탕법